# جامعة زيان عاشور-الجلفة
جامعة زيان عاشور أو جامعة الجلفة هي قطب علمي. بقرار من رئيس الجمهورية السيد عبد العزيز بوتفليقة، تمت ترقية الجامعة من مركز جامعي إلى جامعة في 13 أكتوبر من سنة 2008. تسمى جامعة زيان عاشور نسبة إلى شهيد بالمنطقة وقائدا ثوريا إبان الثورة التحريرية.
جامعة تتسع لأكثر من 22000 طالب جامعي،.

## كرونولوجيا
- 1990: افتتاح المعهد الوطني للتعليم العالي للإلكترونيك
- 2000: ترقية المعهد الوطني للتعليم العالي للإلكترونيك إلى مركز جامعي
- 2009: ارتقاء المركز الجامعي إلى جامعة

## كليات ومعاهد الجامعة[3]
- كلية الحقوق والعلوم السياسية
  - قسم الحقوق
  - قسم العلوم السياسية
- كلية علوم الطبيعة والحياة
  - قسم علوم الأرض والكون
  - قسم البيولوجيا
  - قسم الفلاحة الرعوية والبيطرة
- كلية العلوم والتكنولوجيا
  - قسم العلوم والتكنولوجيا
  - قسم علوم المادة
  - قسم الرياضيات والاعلام الآلي
- كلية العلوم الاقتصادية والعلوم التجارية وعلوم التسيير
  - قسم العلوم الاقتصادية
  - قسم علوم التسيير
  - قسم العلوم التجارية
- كلية الآداب واللغات و الفنون
  - قسم اللغة والأدب العربي
  - قسم اللغات الأجنبية
  - قسم الفنون
- كلية العلوم الاجتماعية والإنسانية
  - قسم العلوم الاجتماعية
  - قسم العلوم الإنسانية
- معهد العلوم وتقنيات النشاطات البدنية والرياضية

## مشاريع البحث
تضم الجامعة 22 مشروع بحث معتمد من طرف اللجنة الوطنية لتقييم مشاريع البحث الجامعية، كما تم قبول 15 مشروع بحث وطني في إطار البرامج الوطنية لمشاريع البحث التابعة لمديرية البحث والتطوير التكنولوجي، وذلك في مختلف الميادين والتخصصات.

## مخابر البحث
تحتوي جامعة الجلفة على 10 مخابر بحثية وهي :
- مخبر الكيمياء العضوية والطبيعية
- مخبر استراتجيات مكافحة المخدرات في الجزائر
- مخبر الأجهزة الميكروموجية والمواد للطاقات المتجددة
- مخبر التطوير في الميكانيكا والمواد
- مخبر علوم ومعلوماتية المواد
- مخبر التنمية الديمقراطية وحقوق الإنسان في الجزائر
- مخبر جمع دراسة وتحقيق مخطوطات المنطقة وغيرها
- مخبر المصطلح والمخطوط و الأدب الجزائري المكتوب في الصحافة
- مخبر قانون حماية البيئة
- مخبر تنقيب وتثمين النظم البيئية السهبية

## الهياكل البيداغوجية
تتوفر الجامعة على هياكل بيداغوجية عديدة بطاقة استيعاب تصل إلى 8600 مقعد بيداغوجي، بالإضافة إلى الهياكل :
- مكتبة مركزية، مع مكتبة لكل كلية، بـ 12000 عنوان و 60000 نسخة.
- 06 قاعات للإنترنت
- قاعة للمحاضرات المتلفزة عن بعد
- مبنى لمخابر البحث
- مسمع بسعة 650 مقعد

## التأطير
يؤطر الطلبة الجامعيين حوالي 704 أستاذ تتراوح درجاتهم بين الماجستير والدكتوراه. وتدعم بفروع الماجستير في اللغة العربية والفلاحة الرعوية سنة 2006، وكذا فروع الكيمياء، الهندسة المدنية، الإلكترونيات في 2007...و حاليا فتح فرع الحقوق وكذا العلوم الاجتماعية.